# René Blanchier
Pour les articles homonymes, voir Blanchier.
René Blanchier est un journaliste français de l'AFP, qui fut secrétaire général du Syndicat des journalistes français aux côtés d'André Tisserand, lui aussi journaliste à l'AFP, dont il est considéré comme le bras droit. En 1965, il s'est fait connaître en esquissant une carte de France des concentrations dans la presse écrite française, où l'éditeur Robert Hersant commençait à se tailler des places forte. En 1971, à l'ouverture du congrès extraordinaire du SJF, il a succédé à André Tisserand.